# Midden-Francië
Het Middenrijk, Midden-Francië of het Rijk van Lotharius (Latijn: Francia Media of regnum quondam Hlotharii) was het deel van het Karolingische rijk dat aan Lotharius I († 855) werd toegedeeld na de dood van zijn vader Lodewijk de Vrome († 840), die bij overlijden drie zonen had. De verdeling kwam tot stand volgens afspraken gemaakt door de broers bij het Verdrag van Verdun (843). Lotharius werd daarbij keizer over alle drie de delen van het gehele voormalige Karolingische rijk.

## Territorium
Midden-Francië omvatte ruwweg de volgende (huidige) gebieden:
- Nederland; naargelang de interpretatie met of zonder Oost-Friesland en zonder Zeeuws-Vlaanderen dat toen onder graafschap Vlaanderen viel[2]
- De Nederrijn, en het verdere Duitse Rijnland ten westen van de Rijn, inbegrepen steden zoals Keulen, Koblenz en Mainz.
- België ten oosten van de Schelde, dus zonder het graafschap Vlaanderen[3] dat onder West-Francië viel
- Luxemburg.
- De Franse regio's Lotharingen, Elzas, Bourgogne-Franche-Comté, Rhône-Alpes (Dauphiné, Savoye) en Provence.
- Zwitserland ten westen van de Rijn, dus zonder het kanton Graubünden.
- Noord-Italië: Piëmont, Valle d'Aosta, Lombardije, Trentino-Zuid-Tirol, Veneto, Friuli-Venezia Giulia, Toscane en Abruzzen (Hertogdom Spoleto).

## Deling van Prüm 855

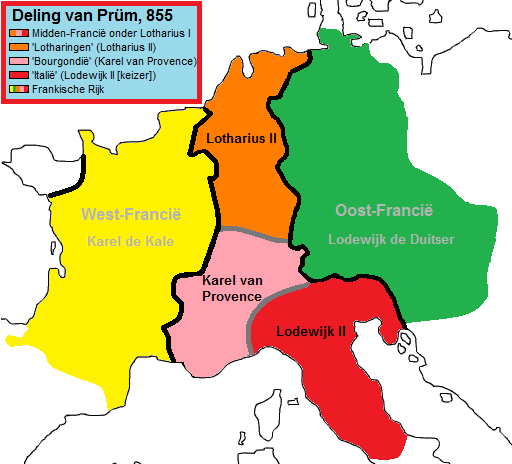
Deling van Prüm 855

Bij het overlijden van Lotharius in 855 werd met het Verdrag van Prüm Midden-Francië naar het Salische gewoonterecht verdeeld onder diens zonen.
- Noord-Italië ging samen met de keizerstitel naar de oudste zoon, Lodewijk II, als koninkrijk Italië.
- Een noordelijk deel van het gebied kwam aan Lotharius II toe, onder de later gegeven naam koninkrijk Lotharingen. Het omvatte de Nederlanden, Frans-Lotharingen en de Elzas.
- Een groot deel van Bourgondië, Arles en de Provence kwam als Koninkrijk Provence aan de jongste zoon, Karel de Jonge.

## Deling van Meerssen 870

Deling van Meerssen 870

Karel de Jonge overleed in 863 zonder mannelijke nazaten, waarna zijn gebied werd verdeeld tussen zijn oudere broers, Lodewijk II en Lotharius II. Na de dood van Lotharius II in 869 werden diens bezittingen bij het verdrag van Meerssen (870) verdeeld tussen zijn ooms: Lodewijk de Duitser van het Oost-Frankische Rijk (Oost-Francië) en Karel de Kale van West-Francië. Noord-Italië onder Lodewijk II bleef als enige deelrijk van Midden-Francië nog over.

## Einde
Lodewijk II van Italië (het enige resterende deel van het middenrijk) overleed in 875 zonder wettige nazaten. Zijn bezittingen gingen naar Karloman van Oost-Francië, de zoon van Lodewijk de Duitser. Dit vormde de basis voor het latere Heilige Roomse Rijk. Door het Verdrag van Ribemont (880) kwam vervolgens heel Lotharingen bij Oost-Francië, en wel als het Hertogdom Lotharingen. Lotharingen zou gedurende de volgende eeuwen deel blijven van het Heilige Roomse Rijk, totdat het met het verdrag van Neurenberg in 1542 een onafhankelijk hertogdom werd onder Anton van Lotharingen. Dit nieuwe hertogdom hoorde noch bij het Heilige Roomse Rijk, noch bij Frankrijk.
Het Koninkrijk Italië was een tussenniveau tussen de Oost-Frankische keizer en de lokale heersers. In 962 werd het koninkrijk Italië opgenomen als een deel van het Heilige Roomse Rijk, de opvolger van het Oost-Frankische Rijk.
In het machtsvacuüm van het voormalige Middenrijk ontstonden echter nog enkele koninkrijken die wel onafhankelijk zouden worden van de grote machten in het oosten en westen. Het koninkrijk Provence werd in 879 gesticht door Boso van Provence. Karel de Dikke wist tussen 884 en 887 het Karolingische Rijk nog eenmaal te verenigen (met uitzondering van het koninkrijk Provence), maar na zijn dood viel het rijk terug uiteen. De adel en clerus van Opper-Bourgondië verzamelden in de abdij van Sint-Mauritius en kozen de Transjuraanse markgraaf Rudolf I uit de familie der Welfen tot koning van Opper-Bourgondië. In 927 ging het koninkrijk Provence (of Neder-Bourgondië) op het in het koninkrijk der Twee Bourgondiën. Dit zwakke, maar onafhankelijke koninkrijk zou uiteindelijk in 1033 deel worden van wat inmiddels het Heilige Roomse Rijk was geworden.

## Ontwikkelingen in de vijftiende eeuw
In de vijftiende eeuw zouden de hertogen van het (Franse) hertogdom Bourgondië erin slagen om (als leenmannen) verschillende gebieden in zowel West-Francië als Oost-Francië in bezit te krijgen. Aanvankelijk bevonden de bezittingen zich voornamelijk in het gebied dat nu Frankrijk is, maar na verloop van tijd kwam het zwaartepunt van het Bourgondische Rijk in opbouw te liggen in gebieden die tot het Heilige Roomse Rijk behoorden. De Bourgondische hertogen gedroegen zich nagenoeg onafhankelijk van de Franse en Duitse leenheren.
In Frankrijk ging het onder meer om volgende gebieden: hertogdom Bourgondië, graafschap Vlaanderen, graafschap Artesië en graafschap Nevers. In het Heilige Roomse Rijk ging het onder meer om het graafschap Bourgondië, hertogdom Brabant, graafschap Henegouwen, graafschap Holland, hertogdom Limburg en hertogdom Luxemburg. In 1473 zou Karel de Stoute tot koning van Lotharingen gekroond worden door de Duitse keizer, maar dit ging op het laatste moment niet door. Hierdoor zou er opnieuw een koninkrijk Lotharingen ontstaan zijn, als onderdeel van het Duitse keizerrijk.